# Regra do intervalo de Landé
Na física atômica, a regra do intervalo de Landé indica que se as interações spin-órbita de um elétron são fracas, os níveis de energia de cada um (i.e. o spin e a órbita) são divididos. Posteriormente, cada um tem um momento angular diferente. A regra afirma que, como resultado disto, o intervalo entre sucessivos níveis de energia é proporcional ao maior de todos os seus valores de momento angular.

## Pano de Fundo
A regra pressupõe o acoplamento Russel-Saunders e que as interações entre os momentos do spin magnético podem ser ignorados. O último é um pressuposto incorreto para átomos de luz. Como resultado disso, a regra é otimamente seguida por átomos com números atômicos médios.
A regra foi descrita pela primeira vez em 1923 pelo físico germano-americano Alfred Landé.